# Rivière Seal Cove
Pour les articles homonymes, voir Rivière Saint-Jean.
La rivière Seal Cove coule entièrement dans le secteur de Douglastown de la ville de Gaspé, dans la municipalité régionale de comté (MRC) La Côte-de-Gaspé, dans la région administrative de la Gaspésie-Îles-de-la-Madeleine, au Québec, au Canada.
La « rivière Seal Cove » est un affluent de la rive Sud-Est de la Baie de Gaspé laquelle s'ouvre sur le littoral Ouest du golfe du Saint-Laurent.

## Géographie
La « rivière Seal Cove » prend sa source de ruisseaux agricoles et forestiers, au Sud-Ouest du centre du village de Douglastown. Cette source est située à :
- 2,3 km de la jonction de la jetée du barrachois de Douglastown avec la rive Sud ;
- 9,4 km au Sud-Est du centre-ville Gaspé ;
- 3,5 km au Sud-Est du pont de la route 132 qui enjambe la rivière Saint-Jean.

À partir de sa source, la partie supérieure de la rivière « Seal Cove » coule relativement en ligne droite en parallèle à la rive Sud du barachois de Douglastown. Son cours se répartit sur 9,3 km selon les segments suivants :
- 3,4 km vers l'Est, jusqu'au pont de la rue McAuley ;
- 1,7 km vers l'Est, jusqu'au pont de la rue Briand ;
- 1,6 km vers l'Est, jusqu'à l'avenue Gaul ;
- 2,6 km vers l'Est en traversant sous la route 132, jusqu'à sa confluence[1].

La confluence de la rivière Seal Cove se déverse dans l'« Anse aux Loups Marins » sur la rive Sud-Est de la Baie de Gaspé. Cette confluence est située à :
- 3,6 km au Nord-Ouest de la confluence de la rivière de l'Anse à Brillant ;
- 4,5 km au Sud-Est de la jonction de la jetée du barachois de Douglastown avec la rive Sud ;
- 5,3 km au Nord de la limite de la municipalité de Percé.

## Toponymie
L'expression « Seal cove » se traduit en français par « crique du phoque ». Au XXe siècle, à partir de sa confluence, la rivière comporte un élargissement sur environ 300 mètres désigné « crique » où des phoques s'arrêtent régulièrement pour s'étendre sur les rives. Cette désignation de la rivière est devenue d'usage courante chez les pionniers d'ascendance anglophone établis dans le secteur.
Le toponyme rivière Seal Cove a été officialisé le 5 décembre 1968 à la Commission de toponymie du Québec.